# Comuna Korelîci, Peremîșleanî
Korelîci (în ucraineană Кореличі) este o comună în raionul Peremîșleanî, regiunea Liov, Ucraina, formată din satele Korelîci (reședința) și Prîbîn.

## Demografie
Componența lingvistică a comunei Korelîci
     Ucraineană (99,92%)
     Alte limbi (0,08%)
Conform recensământului din 2001, majoritatea populației comunei Korelîci era vorbitoare de ucraineană (99,92%), existând în minoritate și vorbitori de alte limbi.